# Miribel-Lanchâtre
Miribel-Lanchâtre är en kommun i departementet Isère i regionen Auvergne-Rhône-Alpes i sydöstra Frankrike. Kommunen ligger i kantonen Monestier-de-Clermont som tillhör arrondissementet Grenoble. År 2022 hade Miribel-Lanchâtre 450 invånare.

## Befolkningsutveckling
Antalet invånare i kommunen Miribel-Lanchâtre
Referens:INSEE